# 波多野裕太
波多野 裕太（はたの ゆうた、1996年12月13日 - ） は、北海道放送（HBC）のアナウンサー。
野球実況も担当する。

## 人物
静岡県函南町出身。日本大学法学部法律学科卒業。2019年入社後、研修期間を経て、10月にアナウンサー部に配属。
現在、テレビでは今日ドキッ!、ラジオでは金曜日のAfter Beat〜アフタービート〜を担当している。
今日ドキッ!では、掃除・洗濯・料理にお片付けなど家事の基礎やテクニックを紹介する「家事チャレ!」というコーナーを担当している。

第1回家事チャレ検定では、1期下の後輩・本間吏成アナウンサーと対戦し、まさかの敗北を喫した。
その他、テレビ、ラジオの野球中継などスポーツ中継のリポーターも務めている。
趣味は、スポーツ観戦、クルマ、バイク、食べ飲み歩き。好きなことは、キャッシュレス決済。

## 現在の担当番組
- 今日ドキッ!（リポーター）
- HBCニュース（不定期）
- キタに恋した!（進行）
- HBCラジオ 「HBCファイターズナイター」（実況・ベンチリポーター）
- HBCラジオ「After Beat〜アフタービート」（金曜担当）
- HBCラジオ「ミュージック＆スポーツバラエティ サンデーストーリー」